# توماس ألاركون
توماس ألاركون (بالإسبانية: Tomás Alarcón) هو لاعب كرة قدم تشيلي، ولد في 19 يناير 1999 في رانكاغوا في تشيلي. لعب مع نادي أوهيجينس.

## وصلات خارجية
- توماس ألاركون على موقع قاعدة بيانات كرة القدم.إي يو (الإنجليزية)
- توماس ألاركون على موقع ناشيونال فوتبول تيمز (الإنجليزية)
- توماس ألاركون على موقع Soccerbase.com (لاعب) (الإنجليزية)
- توماس ألاركون على موقع Soccerway.com (الإنجليزية)
- توماس ألاركون على موقع عالم كرة القدم.نت (الإنجليزية)
- توماس ألاركون على موقع AS.com (الإسبانية)